# Solenopsis metanotalis
Solenopsis metanotalis é uma espécie de formiga do gênero Solenopsis, pertencente à subfamília Myrmicinae.